# 10043 Джейнган
10043 Джейнган (10043 Janegann) — астероїд головного поясу, відкритий 14 серпня 1985 року.
Тіссеранів параметр щодо Юпітера — 3,132.